# Biomarina
Biomarina es una organización oficial de movimiento ecológico internacional, en el que velan por los animales marinos y limpieza de los mares. También es un organismo oficial donde realizan estudios ambientales sobre todo tipo de embarcaciones profesionales o de recreo.
Frecuentemente organiza jornadas de limpieza en mares, pantanos y ríos. 

## Biología Marina
El estudio científico de animales, de plantas y de otros organismos que viven en el océano. Cerca de 71% de la superficie de este planeta está cubierto por agua salada. La profundidad del agua hace un promedio de 3,8 km (2.4 millas o 12.500 pies!) con un volumen de cerca de 1.370 × 106 km³ . Desde que existen los seres vivos, los océanos constituyen el depósito más grande de organismos en el planeta. Estos organismos incluyen a miembros virtualmente de todas las phyla.

## Estudios realizados

### Buques
Bien se trate de buque de carga como de pesca hablamos de embarcaciones potencialmente contaminantes. Su gran tonelaje requiere un alto nivel de combustible y de aceites, que finalmente acaba en el mar. Las grandes hélices que le propulsan causan daños directos sobre los animales.

### Medianas embarcaciones
Las embarcaciones de recreo a motor, con uno o varios motores fueraborda en ocasiones llegan a ser altamente contaminantes, no obstante las embarcaciones a propulsión por turbina son compensadas por oxigenación.

### Motos de agua
Las motos de agua son catalogadas de contaminación baja-nula. Su sistema de propulsión por turbina realiza una superficial oxigenación de las aguas, además la nueva generación de motores 4 tiempos respetarían también la contaminación acústica siendo silenciosas.

### Embarcaciones de vela y de vela ligera
Las embarcaciones de vela son sin duda las preferidas por los biólogos marinos, la cual la acción del viento sobre la vela constituye su forma principal de propulsión.